# کول کورنر (آریزونا)
کول کورنر (به انگلیسی: Kool Corner) یک منطقهٔ مسکونی در ایالات متحده آمریکا است که در آریزونا واقع شده‌است. کول کورنر ۴۷ متر بالاتر از سطح دریا واقع شده‌است.